# 1896 na ciência

## Eventos
- Observação ou predição do elemento químico Európio[1]

## Nascimentos
| Data           | Nome                 | Profissão                                     | Nacionalidade                         | Observações                                                                  | Ref         |
| -------------- | -------------------- | --------------------------------------------- | ------------------------------------- | ---------------------------------------------------------------------------- | ----------- |
| 2 de fevereiro | Kazimierz Kuratowski | matemático                                    | Reino da Prússia                      | m. 1980                                                                      |             |
| 3 de abril     | Ralph Alger Bagnold  | geólogo                                       | Reino Unido da Grã-Bretanha e Irlanda | m. 1990 Medalha Penrose 1970 Medalha Wollaston 1971                          | [ 2 ] [ 3 ] |
| 27 de abril    | Wallace Carothers    | químico e inventor                            | Estados Unidos                        | m. 1937 National Inventors Hall of Fame 1984 Medalha Lavoisier (DuPont) 1990 | [ 4 ]       |
| 9 de agosto    | Jean Piaget          | pensador e fundador da Epistemologia genética | Suíça                                 | m. 1980                                                                      |             |
| 15 de agosto   | Gerty Cori           | bioquímico                                    | Estados Unidos                        | m. 1957 Prémio Nobel da Medicina 1947                                        | [ 5 ]       |
| 7 de setembro  | Iwar Beckman         | geneticista radicado no Brasil                | Suécia                                | m. 1971                                                                      | [ 6 ]       |
| 15 de outubro  | Célestin Freinet     | pedagogo e anarquista                         | Terceira República Francesa           | m. 1966                                                                      |             |
| 17 de novembro | Lev Vygotsky         | psicólogo                                     | Império Russo                         | m. 1934                                                                      |             |
| 31 de dezembro | Carl Ludwig Siegel   | matemático                                    | Alemanha                              | m. 1981 Prémio Wolf de Matemática 1978                                       |             |

## Mortes
| Data           | Nome                     | Profissão                                         | Nacionalidade                         | Observações                                      | Ref           |
| -------------- | ------------------------ | ------------------------------------------------- | ------------------------------------- | ------------------------------------------------ | ------------- |
| 29 de maio     | Gabriel Auguste Daubrée  | geólogo                                           | França                                | n. 1814 Medalha Wollaston 1880                   | [ 3 ]         |
| 23 de julho    | Joseph Prestwich         | geólogo e empresário                              | Reino Unido da Grã-Bretanha e Irlanda | n. 1812 Medalha Wollaston 1849 Medalha Real 1865 | [ 3 ] [ 7 ]   |
| 10 de agosto   | Otto Lilienthal          | engenheiro pioneiro da história da aviação        | Reino da Prússia                      | n. 1848                                          | [ 8 ]         |
| 7 de outubro   | John Langdon Haydon Down | médico                                            | Reino Unido da Grã-Bretanha e Irlanda | n. 1828                                          | [ 9 ]         |
| 10 de dezembro | Alfred Nobel             | inventor da Dinamite e fundador dos prémios Nobel | Suécia                                | n. 1833 Medalha John Fritz (1910)                | [ 10 ] [ 11 ] |

## Prémios
Medalha Copley
- Karl Gegenbaur[12]